# Chess Records
Chess Records est un label discographique américain, anciennement basé à Chicago, dans l'Illinois, actif entre 1947 et 1985. Il était dirigé par deux frères : Leonard Chess et Phil Chess. Chess Records reste un des labels les plus importants de l'histoire du blues et a joué un rôle non négligeable dans le rock 'n' roll et la musique soul. 
Chess Records compte des douzaines de singles et d'albums considérés aujourd'hui comme des pièces maîtresses de la musique rock, par des artistes comme Muddy Waters, Howlin' Wolf, Chuck Berry, Bo Diddley et d'autres.

## Histoire
Le nom original de Chess Records était Aristocrat Records. La société était située à Chicago dans la 71e rue et à Phillips. Deux immigrants polonais, les frères Leonard, et Phil Chess, alors propriétaires d'une boîte de nuit, achètent une partie de la société en 1947 et quand en 1950, ils en furent les seuls propriétaires, ils la renomment en Chess Records. La société déménage alors dans la 49e rue et Cottage Grove. En 1951, ils distribuèrent Rocket 88 de Jackie Brenston and his Delta Cats produit par Sam Phillips, un des premiers morceaux de l'histoire du rock 'n' roll. La même année, ils créent le label Checker Records.
Chess Records devint célèbre pour ses enregistrements de blues, rock 'n' roll et rhythm and blues. À partir de 1952, ils produisent les disques de Howlin' Wolf qui joue alors souvent des morceaux écrits par Willie Dixon, l'auteur attitré de Chess. Dixon, qui avait signé chez Chess en 1951, est un des personnages-clés : il était non seulement un bon bassiste et un compositeur acharné, mais il aidait également à l'orchestration des morceaux.
En 1954, est créée une société d'édition, ARC Music et en 1957 un nouveau label fait son apparition, Argo, renommé plus tard Cadet, spécialisé dans le jazz. C'est aussi en 1957 que Chess achète un building situé au 2120 Michigan Avenue où un studio d'enregistrement de très grande qualité, baptisé plus tard Tel-Mar, est installé. Tout est fait pour garder le son particulier des enregistrements Chess marqués par un écho.
En 1966, Chess s'installe au 320E 21st Street et dans le même temps il produit un plus grand nombre de disques de rhythm and blues et de gospel. Marshall Chess, fils de Leonard, tente de remonter le label, tombé en désuétude dans le courant des années 1960[réf. nécessaire]. Mais la mort brutale de son père en 1969 met un terme à son entreprise. Phil Chess vend la compagnie à GRT, fabricant de bandes magnétiques mais en 1974 le label disparaît. En 1985, GRT est rachetée par MCA.

## Groupes et artistes
- Gene Ammons
- Fontella Bass
- Chuck Berry
- Bo Diddley
- Willie Dixon
- King Fleming
- Buddy Guy
- John Lee Hooker
- Billy « The Kid » Emerson
- Etta James
- Johnnie Johnson
- Albert King
- Laura Lee (en)
- JB Lenoir
- Little Milton
- The Moonglows
- Bobby Moore and the Rhythm Aces (en)
- Jimmy Rogers
- Otis Rush
- Billy Stewart
- Hound Dog Taylor
- Irma Thomas
- Little Walter
- Muddy Waters
- Sonny Boy Williamson II
- Howlin' Wolf